# Patrick de Bana
Patrick de Bana (Amburgo, ...) è un ballerino e coreografo tedesco.

## Biografia
Nato ad Amburgo da madre nigeriana e padre tedesco, si è formato alla Ballettzentrum Hamburg di John Neumeier. Subito dopo il diploma è stato scritturato dal Bèjart Ballet Lausanne di Maurice Béjart nel 1987, diventandone primo ballerino poco dopo. Nel 1992 si è unito alla Compañía Nacional de Danza, dove ha interpretato, in qualità di primo ballerino, coreografie di Nacho Duato, Jiří Kylián, Ohad Naharin, William Forsythe, Mats Ek e Hans van Manen.
Dopo un decennio in Spagna, nel 2003 ha fondato una propria compagnia, la Nafas Dance Company, con cui ha continuato a danzare e ha cominciato a dedicarsi alla coreografia. Nel 2011 ha creato per il Balletto di Stato di Vienna il balletto Marie Antoinette, che gli è valso la sua prima candidatura al Prix Benois de la Danse nel 2012; sarebbe stato candidato nuovamente al premio nel 2014 per Windgames. Nel 2013, invece, è stato candidato alla Maschera d'Oro per il suo allestimento de La sagra della primavera.
Nel 2022 il Balletto Bol'šoj gli ha commissionato Minotaur. A partire dalla stagione 2020/2021, le sue coreografie sono state portata in scena regolarmente dal Corpo di Ballo del Teatro alla Scala, che nel 2025 ha portato al debutto la sua versione della Carmen, interpretato in occasione della prima mondiale dagli étoile Nicoletta Manni e Roberto Bolle. Inoltre, ha curato le coreografie di numerosi assoli e passi a due per serate di gala e per étoile internazionali quali Manuel Legris, Natal'ja Osipova, Svetlana Jur'evna Zacharova, Agnès Letestu, Aurélie Dupont, Eleonora Abbagnato, Friedemann Vogel e Faruch Ruzimatov.